# Seriefrämjandet

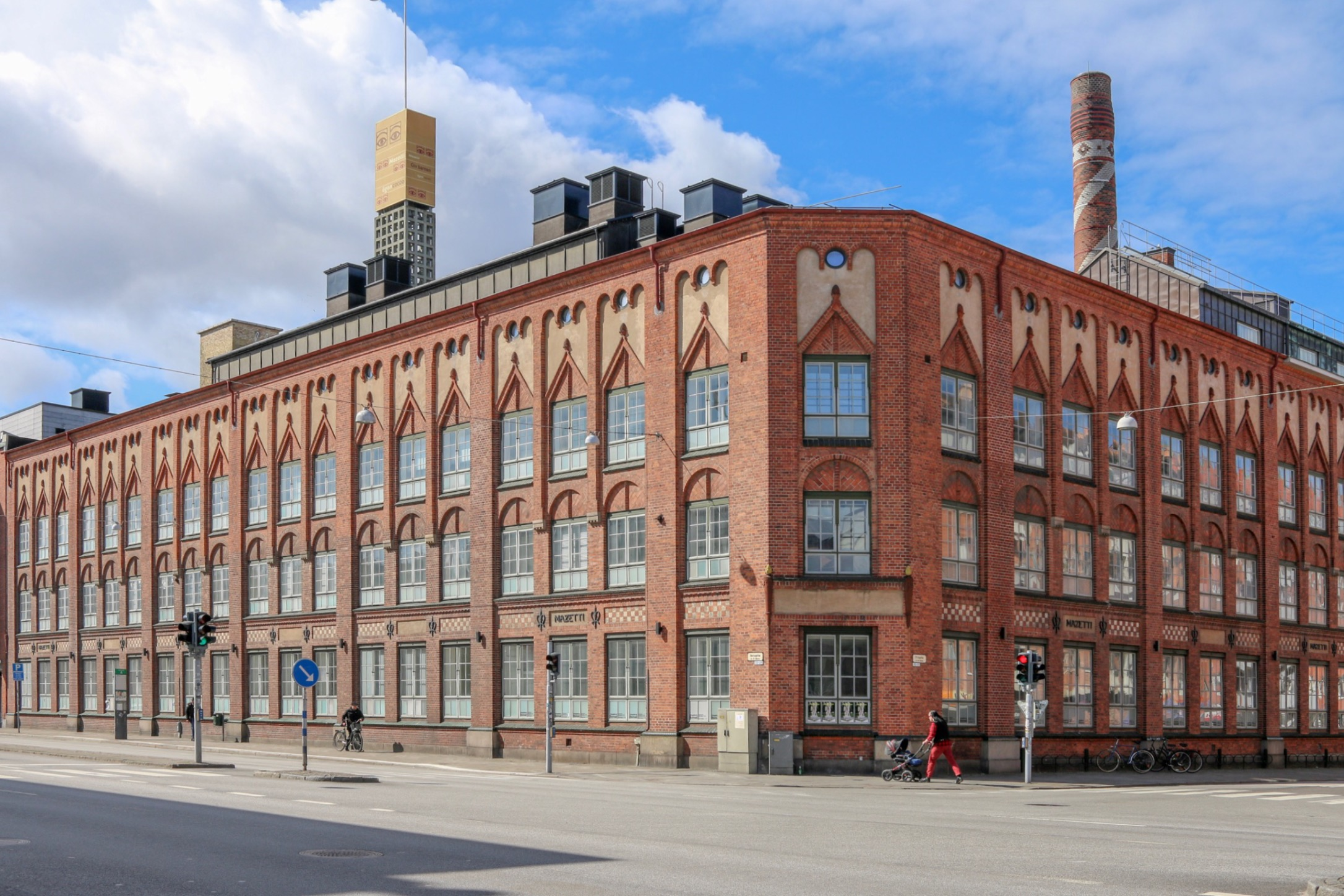
Föreningskansliet fanns åren 2006 till 2023 i Seriecenter (Kulturhuset Mazetti) i Malmö.

Seriefrämjandet (SeF) är en svensk centrumbildning och intresseförening för tecknade serier, grundad 1968. SeF verkar för att sprida information om seriemediet samt höja dess status som uttrycksmedel, utöver att man fungerar kontaktnät för serieintresserade i hela Sverige. Seriefrämjandet var bland annat pådrivande när det statliga seriestödet infördes, ger ut facktidskriften Bild & Bubbla, arrangerar seriefestivaler och delar sedan 1987 ut Urhundenplaketten. Bland grundarna fanns Henri Holmgren, Janne Lundström, Love Arbén, Klas H Reimers, Christer ”fjelllis” Fjellman och Sture Hegerfors. 
Mellan 2006 och 2023 drev föreningen Seriecenter på Kulturhuset Mazetti. Där fanns även föreningens kansli, som sedan flyttades till lokalen Rum för serier på Friisgatan 12 i Malmö.

## Historia och verksamhet

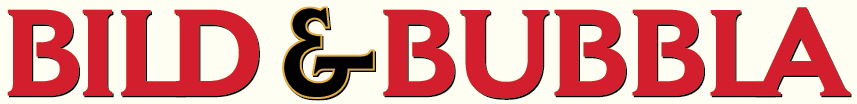
Bild & Bubbla grundades 1968, under namnet Thud.

### Tidiga år och utgivning
1968 startade Bild & Bubbla som Sveriges första tidskrift om tecknade serier. När Seriefrämjandet grundades senare samma år, kom tidningen att bli föreningens medlemsorgan. 1981–1987 gavs även den separata medlemstidningen ToTS (Tidskrift om Tecknade Serier) ut; den startades då B&B 1981 fick lösnummerdistribution och under ett antal år framöver inte längre fungerade som medlemstidning.
Sedan 1998 är Magister Lämpels Bibliotek en samlande etikett för Seriefrämjandets bokutgivning. Fokus ligger på facklitteratur i ämnet, men man trycker även seriealbum och skissböcker med serieskapare. En egen avdelning i "biblioteket" stod Lantis för, föreningens utgivning av seriealbum i miniformat (20 sidor i A6-format). Temat för "lantisarna", som utgavs åren runt 2010, har varit kortare berättelser med livet utanför storstaden som utgångspunkt.

### 1970-talet, litteraturpolitik
Seriefrämjandet har från början försökt fungera som en samlande kraft för att lyfta fram seriemediets roll inom litteraturen. Föreningen föddes vid en tid då serier i bokform knappt existerade och attityden mot serier inom utbildning och biblioteksväsen var högst kritisk. Några år senare hade dock den svenska utgivningen av seriealbum börjat ta fart, och föreningen fungerade 1974 som remissinstans till den litteraturutredning som både ledde till att Statens kulturråd skapades och att Sverige fick ett stöd till barn- och ungdomsserier (se statliga seriestödet).
Även senare har Seriefrämjandet fungerat som remissinstans. Det skedde bland annat vid 1977–78 års översyn av det statliga litteraturstödet. Man gav även remissutlåtande vid Litteraturutredningen 2011–13.

### Priser och festivaler, från 1980-talet

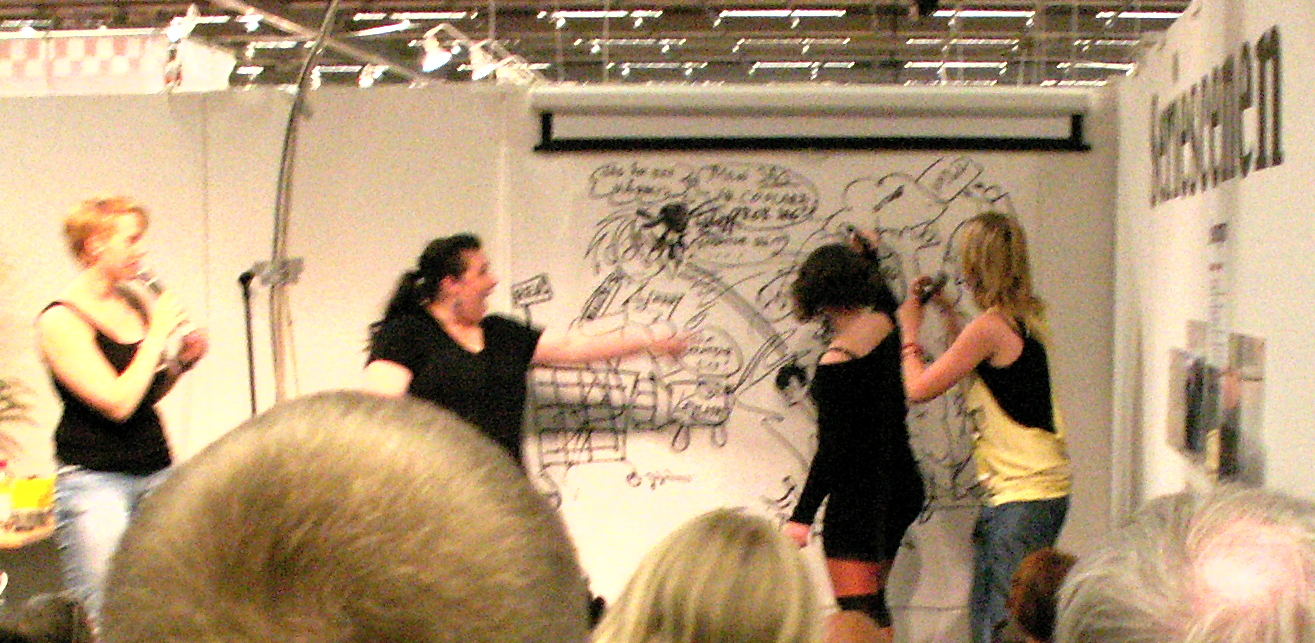
Seriebattle på Seriescenen, på 2011 års bokmässa i Göteborg.

1987 etablerades Urhundenpriset (till en början benämnd Urhundenplaketten), en utmärkelse till svensk seriealbumsutgivning. Den delas ut till fjolårets bästa originalsvenska respektive översatta seriealbum och sedan 1994 även i tredje kategori, benämnd Unghunden.
Seriefestivalen I Seriernas Värld har arrangerats i Malmö på hösten alla udda år sedan 2001. 2011 års arrangemang hade tema Frankrike och besöktes bland annat av Frankrikes ambassadör i Sverige. Inför festivalen arrangeras varje gång en serieteckningstävling, med utgångspunkten att skapa en ny serie för barn och ungdomar och där vinnaren får en prissumma på 20 000 kronor.
Sedan 2010 arrangerar föreningen även vuxenseriefestivalen (I Seriernas Värld har en medveten dragning åt barnkulturen) AltCom alla jämna år. AltCom startade 2004 som C'est Bon AltCom Exhibition, i föreningen och seriekollektivet C'est Bon Kulturs regi. 2012 års upplaga hade inbjudna från minst fem syd- och sydösteuropeiska länder.
Seriescenen är sedan 2010 en av de fasta scenerna på bokmässan i Göteborg, med bland annat debatter, presentationer och seriebattle. Den hanteras av Seriefrämjandet (första åren med hjälp av Göteborgs Seriefrämjande). 2022 slogs den ihop med en angränsande scen till Serie- och fantastikscenen.
| Sedan våren 2006 hade Seriefrämjandet sitt kontor på Seriecenter i Kulturhuset Mazetti i Malmö. Fasadens rutiga fönsterdekor återkom därefter på Seriefrämjandets publikationer. |  | Sedan våren 2006 hade Seriefrämjandet sitt kontor på Seriecenter i Kulturhuset Mazetti i Malmö. Fasadens rutiga fönsterdekor återkom därefter på Seriefrämjandets publikationer. |
| Sedan våren 2006 hade Seriefrämjandet sitt kontor på Seriecenter i Kulturhuset Mazetti i Malmö. Fasadens rutiga fönsterdekor återkom därefter på Seriefrämjandets publikationer. |  | |

### Internet, arkiv och årsböcker
SeF har funnits på Internet sedan slutet av 1990-talet. 1998 startades föreningens e-postlista, som 2005 kompletterades med ett diskussionsforum på webben förlagt som en avdelning på Seriefrämjandets webbplats. Senare har SeF även startat olika diskussionsgrupper på Facebook.
2005 grundades även det wikibaserade uppslagsverket Seriewikin, på initiativ av entreprenören och serieförläggaren Mikke Schirén. Seriewikin har vuxit till att bli Sveriges största faktasamling om tecknade serier och hade i början av 2013 drygt 16 000 separata artiklar. Det är i likhet med Wikipedia reklamfritt och tillhandahålls av Seriefrämjandet utan extra kostnad. Själva administrerandet och redigerandet görs dock fristående från SeF, snarlikt Wikimedia Foundations lösa koppling till Wikipedia.
Mellan 2005 och 2023 drev Seriefrämjandet Svenskt Seriearkiv, ett projekt med ambitionen att dokumentera och bevara den svenska seriehistorien. Seriearkivet inrymdes från starten i Arkivcentrum Syd i Lund; 2014 flyttades arkivet till centrala Malmö, på gångavstånd från SeF:s dåvarande kontor. Vid sidan av arkivet finns en publikationsdel som hittills (2023) resulterat i fyra "årsböcker". Den första, Svensk Seriehistoria – Första boken från Svenskt Seriearkiv (2005), hade huvudtemat "Serietidningarnas framväxt" och den andra (2016) "60-talet – då serier blir kultur". Dessa har senare kompletterats med två volymer med 1970-talet som ämne och med undertitlarna "En ny guldålder" (2019) respektive "En guldålder för seriealbum" (2020).

### Malmö, Örebro och jubileum
Våren 2006 invigdes Seriecenter i Kulturhuset Mazetti i Malmö. Där fanns fram till 2023 förbundskansli, teckningsstudio samt utbildnings- och utställningslokal. Därifrån har man också organiserat Serieförmedlingen, Seriefrämjandets funktion för att som "centrumbildning" stödja yrkesverksamma kulturaktörer inom serieområdet.

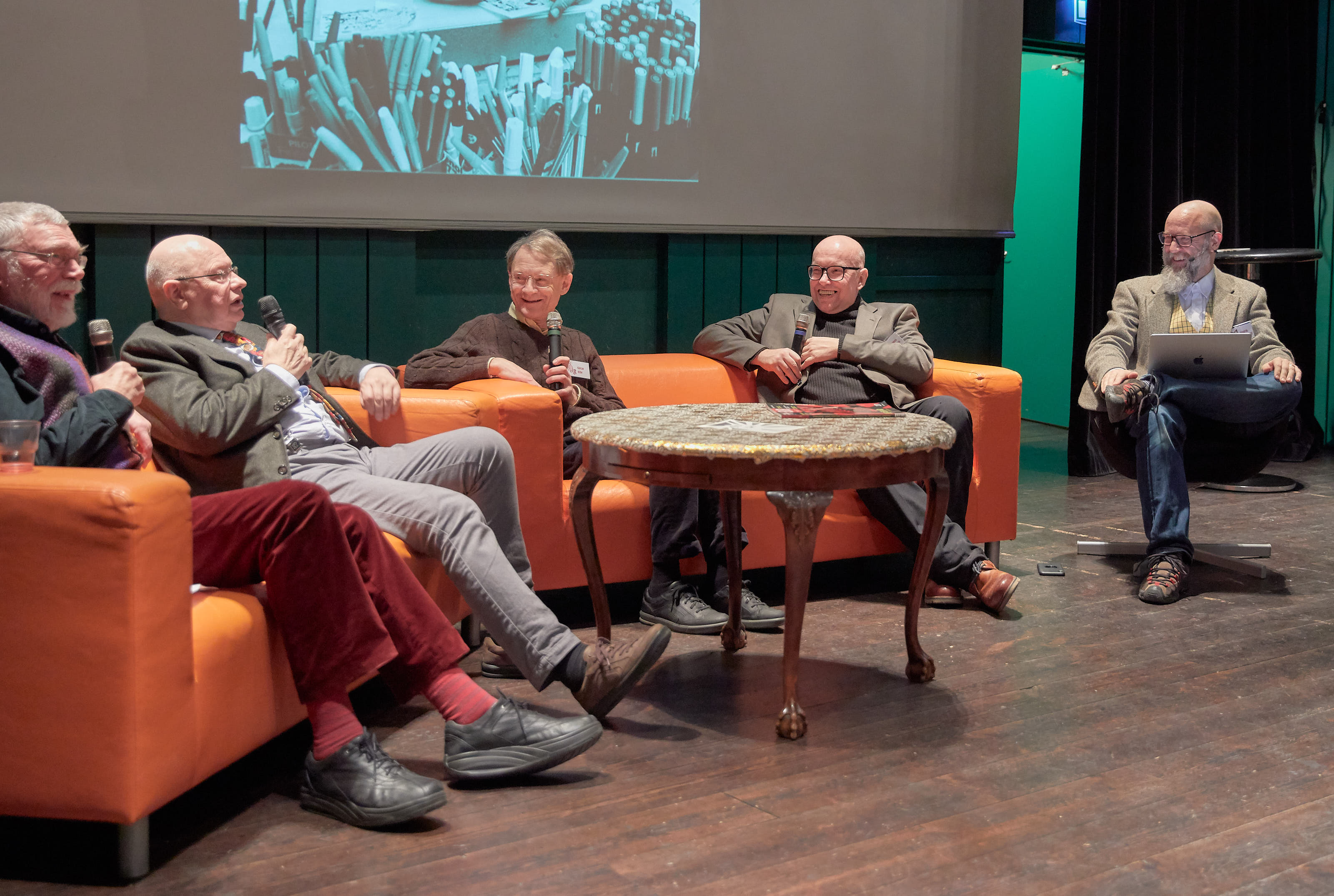
Panelsamtal vid Seriefrämjandets 50-årsfirande 2018. Från vänster Janne Lundström, Magnus Knutsson, Göran Ribe, Thomas Karlsson (dåvarande ordförande) och Fredrik Strömberg.

7 december 2018 firade Seriefrämjandet 50-årsjubileum med en större sammankomst i Nacka. Bland annat arrangerades diskussionspunkter med ett antal av föreningens ordförande genom åren.
Föreningens aktiviteter i Skåne ökades från slutet av 1990-talet, med Seriecenter, Svenskt Seriearkiv, Bild & Bubblas redaktion och årliga seriefestivaler. 1997 blev Malmöbon Fredrik Strömberg SeF:s ordförande, en roll han innehade ända fram till 2017 – den längsta ordförandeperioden i föreningens historia.
2017 valdes Thomas Karlsson till ny ordförande för föreningen. Denne utställningskurator var bland annat drivande i det återkommande arranget Örebro seriefestival. Han avled dock hastigt sommaren 2019 och efterträddes då på ordförandeposten av den vice ordföranden Stef Gaines.

### Flytt 2023
2023 flyttade föreningens kansli från kulturhuset Mazetti till den separata lokalen Rum för Serier i Malmö (efter åtta år som butik och galleri). Samtidigt avknoppades Svenskt Seriearkiv som en egen förening. Detta skedde i som en följd av försämrad ekonomi för föreningen och uppsägningar av fast personal på föreningskansliet.

## Lokalavdelningar
Medlemmar i Seriefrämjandet samlas lokalt i flera lokalavdelningar (även omskrivna som lokalföreningar), som har egna styrelser och verksamhetsplanering. Den första lokalföreningen, Seriefrämjandet Skåne, grundades 1973 som SeF Malmö/LUnd.
Två år senare organiserades även en lokalförening i Göteborg (Göteborgs Seriefrämjande), inför öppnandet av Svenska Seriemuseet (1976–1978) på Liseberg där medlemmar i lokalföreningen ställde upp med frivilligpersonal. Under många år ansvarade man för SeF:s medverkan på bokmässan i Göteborg och man arrangerade åren kring 1990 ett antal nordiska seriemöten. 
Under 1970-talet grundades också Seriefrämjandet Stockholm (då under beteckningen Storstockholms Seriefrämjande), som bland annat ägnat sig åt serieläger och närradiosändningar. Senare var man ansvarig för utdelandet av Urhunden.
Lokalföreningen i Jönköping gav åren 1979–82 ut fem nummer av fanzinet Banzai. Lokalföreningen var senare vilande, men planer drogs att 2014 återuppta verksamheten. Under våren 2014 återstartades lokalföreningen (under namnet Seriefrämjandet Jönköping), och 20–30 oktober 2014 var man medarrangör av Seriefestival Jönköping. Seriefrämjandet Wermland (återstartad 2011) var åren 2011 och 2012 medarrangör av seriefestivalen Carlstad Comic Con.
Informationsmöten hölls under hösten 2014 bland annat på Gotland (1 oktober) och i Örebro (5 november), där man samlade serieintresserade inför eventuellt nya lokalföreningar. I Örebro har SeF sedan 2016 arrangerat återkommande seriefestivaler under ledning av Thomas Karlsson, SeF-ordförande 2017–2019 och tidigare intendent på Örebro läns museum.

### Vilande/avsomnade lokalföreningar
Nu vilande eller nedlagda lokalföreningar har verkat i andra delar av landet. Seriefrämjandet Uppsala var aktiva under framför allt 1990-talet och har deltagit i nio upplagor av Comiquiz (varav en som segrare och en som arrangör). Linköpings Seriefrämjande gav bland annat åren 1977–1981 ut serie- och textfanzinet Sefloklin. I Norrland har minst två försök gjorts att driva lokalföreningar, en som Seriefrämjandet Sundsvall-Härnösand-Kramfors och en som Seriefrämjandet Örnsköldsvik-Umeå. Lokala aktiviteter har även organiserats i bland annat Borås (under 1980-talet).

## Ordförande i Seriefrämjandet
- Sture Hegerfors (1968–1975)
- Magnus Knutsson (1976–1985)
- Erling Frick (interimsstyrelse 1985–1986, ordinarie 1986–1989)
- Daniel Atterbom (1989–1995)
- Svante Kjellberg (1995–1997)
- Fredrik Strömberg (1997–2017)
- Thomas Karlsson (2017–2019[31])
- Stef Gaines (2019–2024)
- Miku Maria Gustavsson (2024–)[2]

## Utgivning  (urval)
Thud
- Thud: organ för oorganiserade serievänner och seriesamlare. Stockholm: Seriefrämjandet. 1968–1976. ISSN 0346-3133. Libris 3679872

Bild & Bubbla
- Bild & Bubbla: organ för Seriefrämjandet. Stockholm, Åkarp, Malmö, Sundbyberg: Seriefrämjandet. 1977–. ISSN 0347-7096. Libris 8261594

ToTS
- TOTS: tidskrift om tecknade serier. Stockholm: Seriefrämjandet. 1981–1987. Libris 845493
- Lantis. Malmö: Seriefrämjandet. 2003-. Libris 9669821

Svensk seriehistoria
- Storn Thomas, red (2005). Svensk seriehistoria Första boken från Svenskt seriearkiv Huvudtema: Serietidningarnas framväxt. Åkarp: Seriefrämjandet. ISBN 9185161063
- Granberg Ulf, red (2016). Svensk seriehistoria Andra boken från Svenskt seriearkiv Huvudtema: 60-talet - då serier blir kultur. Malmö: Seriefrämjandet. ISBN 9789185161799
- Granberg Ulf, red (2019). Svensk seriehistoria Tredje boken från Svenskt seriearkiv Huvudtema: 70-talet – en ny guldålder. Malmö: Seriefrämjandet. ISBN 9789186667573
- Granberg Ulf, red (2020). Svensk seriehistoria Fjärde boken från Svenskt seriearkiv Huvudtema: 70-talet - en guldålder för seriealbum. Malmö: Seriefrämjandet. ISBN 9789186667597